# Недоволната
Вестник „Недоволната“ съществува в периода от 1931 до 1934 г. в България като издание на Женския социалдемократически съюз. Организацията е създадена през 1921 г. с цел „да работи за гражданското и политическото образование на трудещите се жени“. Съюзът се противопоставя на „комунистическия женски съюз“ и на „буржоазния женски съюз“. Вестник „Недоволната“ следва първия вестник на организацията „Благоденствие“, който излиза от 1921 до 1924 г.